# 麻婆春雨

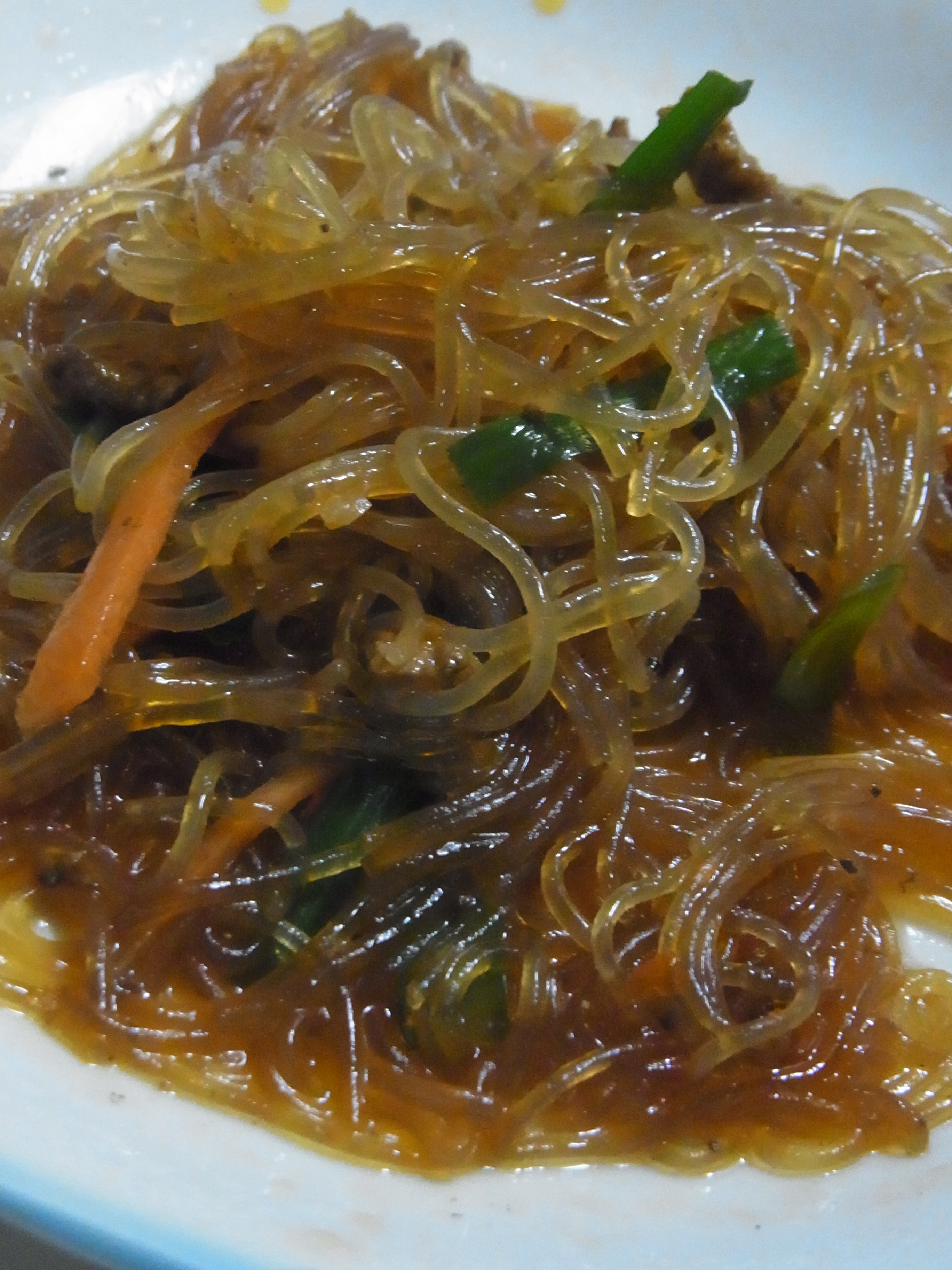
麻婆春雨

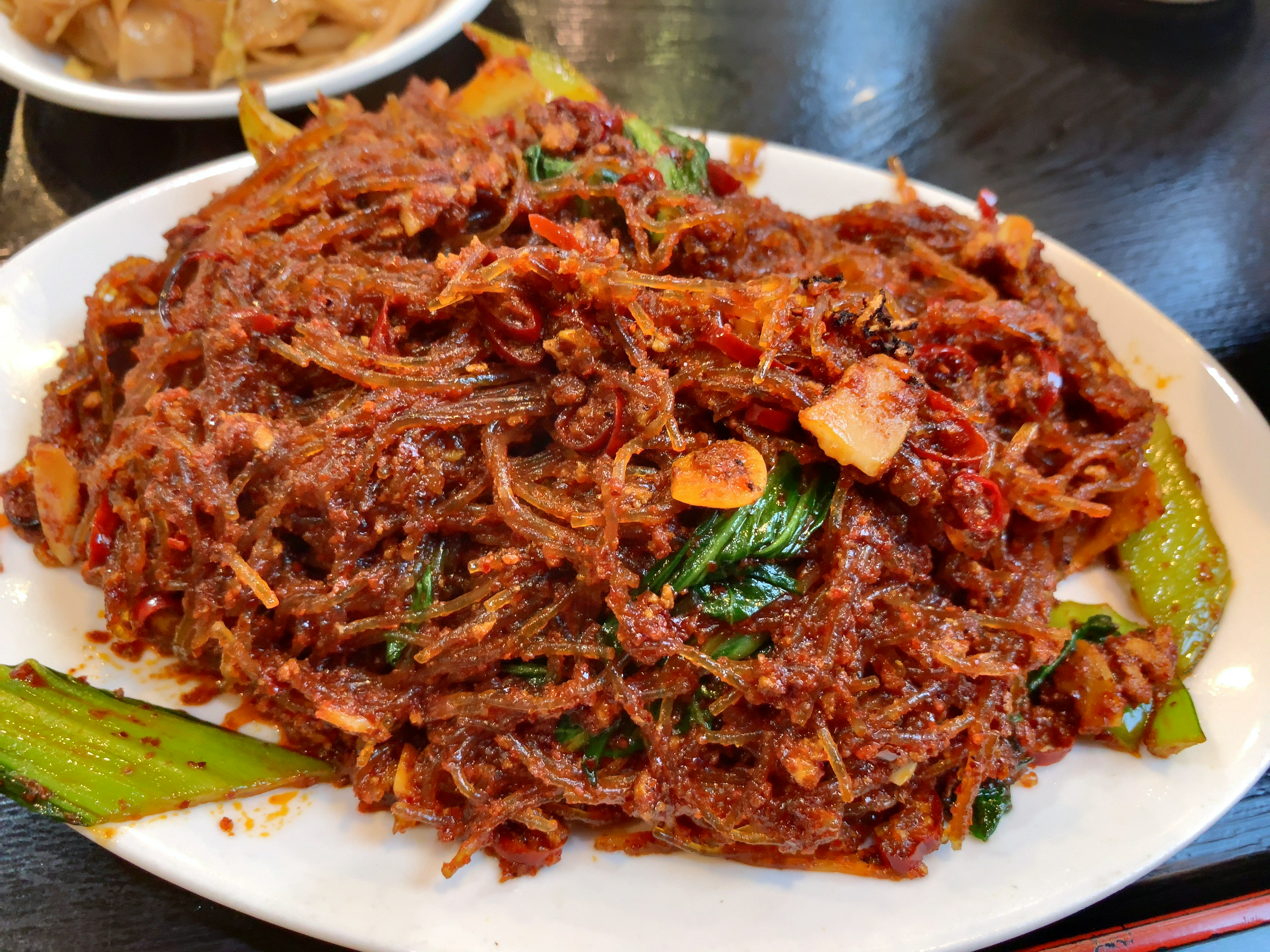
螞蟻上樹（食神 餃子王、東京都調布市）

麻婆春雨（マーボーはるさめ）は、春雨と挽肉等を炒めた創作中華料理。1981年に永谷園が家庭向け惣菜の素として販売したことで知られる。

## 歴史
1979年、永谷園は当時開発企画室長であった能登原隆史を「ぶらぶら社員」として任命。日本だけではなく、世界中を旅行、レストラン・料理店を食べ歩くうちに、とある料理店で食べた濃い味の中華スープからヒントを得て、春雨と豚肉、たけのこ、きくらげ、ピーマンを使用した惣菜、『麻婆春雨』を開発する。麻婆豆腐と同様の味付けをした具入りソースと春雨などがセットになっており、他の材料を用意せずそのまま調理して完成することが特徴。
1981年（昭和56年）11月から九州地方で先行発売。発売後、月商1億円の売り上げを達成し、西日本、信越まで販売地域を拡大。
永谷園の麻婆春雨は1983年（昭和58年）には和田アキ子のCMで爆発的ヒットし、年売上7億となる。1988年（昭和63年）には、年10億円、1994年には年13億の売り上げとなる。
1997年（平成9年）には年30億円の売り上げを達成するも、このころになると、類似商品が市場に進出している。同年にはケンミン食品の『麻婆ビーフン』に対して販売差し止めの裁判も起こしている。1999年（平成11年）には味の素から『ごはんがススムくん 麻婆春雨』、丸美屋食品工業から『春雨シリーズ』がそれぞれ発売されている。
なお、類似する古典的な四川料理の一つとして「螞蟻上樹」（春雨と挽肉の辛味炒め煮、直訳すると「木登りするアリ」の意味）がある。永谷園の麻婆春雨は中華スープを原点としているため、螞蟻上樹と比較すると汁気が多いのが特徴である。日本では「麻婆春雨」の方が知名度が高いため、「螞蟻上樹」を「麻婆春雨」と称して提供する店舗もある（写真の店舗など）。